# コモ
コモ（イタリア語: Como  ( 音声ファイル)）は、イタリア共和国ロンバルディア州北西部にある都市で、その周辺地域を含む人口約8万5000人の基礎自治体（コムーネ）。コモ県の県都である。
コモ湖南端のほとり、スイスとの国境に位置する都市で、絹の産地として有名である。古代ローマ時代にはコムムと呼ばれた古い都市であり、博物学者プリニウスの出身地である。

## 名称
Como は [ˈkɔmo] と発音される。日本語文献では「コモ」のほか、「コーモ」とも表記される。
古代ローマ時代にはコムム（ラテン語: Comum）と呼ばれていた。

## 歴史

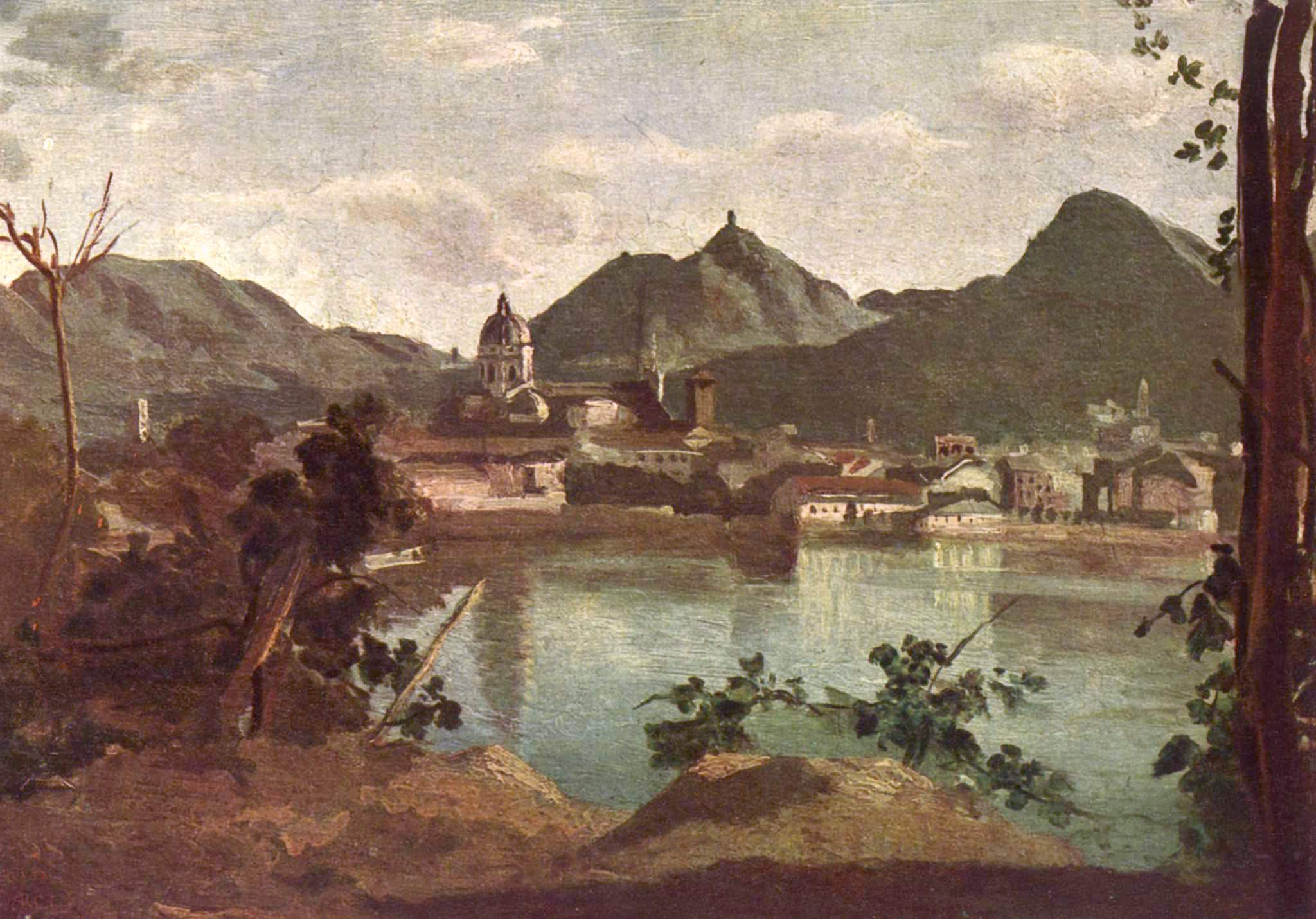
ジャン＝バティスト・カミーユ・コローの「コモ湖と都市」(1834年)

青銅器時代には既にコモ市周辺の丘にケルト人の一派であるオロビー人が住んでいた。
コモ市南西部の丘には、現在も森に覆われた遺跡が残っている。
紀元前1世紀頃に古代ローマの支配下に入った。
町の中心は丘の近くに置かれたが、カエサルの指示で現在の場所に移された。
彼は湖南端の沼を排水し、典型的なローマ都市を建設した。
都市は「Novum Comum」と名付けられ、「municipium」の地位を得た。
774年、カール大帝率いるカロリング帝国に降伏し、貿易拠点になった。
1127年、ミラノとの10年以上に渡る戦争に敗れた。
1162年、フリードリヒ1世 (神聖ローマ皇帝)の援助を受けて、ミラノを破壊した。
フリードリヒ1世は郊外に複数の監視塔を建てたが、その内the Baradelloが現存している。
その後はミラノ公国と同様にフランスやスペインの侵略を受け、1714年にはオーストリアに占領された。
1796年、フランス第一共和政のナポレオン・ボナパルトに占領され、トランスパダーナ共和国に組み込まれた。
1797年、トランスパダーナ共和国が廃止され、チザルピーナ共和国に組み込まれた。
1802年、チザルピーナ共和国が廃止され、イタリア共和国に組み込まれた。
1805年、イタリア共和国が廃止され、イタリア王国に組み込まれた。
1815年、ウィーン会議によってオーストリア帝国に組み込まれた。
1859年、ジュゼッペ・ガリバルディによってイタリア統一運動が始まり、コモはサヴォイア家が統治した。
1902年、ウィリアム・ロックフェラーが、湖畔のコモ市中央広場の噴水を3,500イタリア・リラ(当時の637ドル)で購入した。
噴水はニューヨークのブロンクス動物園に設置され、「ロックフェラー噴水」と呼ばれている。
1945年4月25日、コモを経由してスイスへの亡命を目指したベニート・ムッソリーニは、コモ湖北岸のメッツェグラで地元のパルチザンに拘束され、3日後に殺害された。
2010年、スイス国民党の党員がコモ県をスイスに加入させる動議を提出した。
2018年9月、文化財・文化活動省のアルベルト・ボニソーリ大臣が、旧クレッソーニ劇場の基礎から数百枚の金貨や200個の石鹸石、アンフォラが発見されたと発表した。
金貨にはローマ帝国のホノリウス帝(在位393年～423年)やウァレンティニアヌス3世(在位425年～455年)、レオ1世 (東ローマ皇帝)(457年～474年)、アントニオ、リウィウス・セウェルス(在位461年～465年)の名前が刻まれていた。

## 地理

### 位置・広がり
コモ県南部、コモ湖の南端に位置するコムーネである。コモの市街は、ヴァレーゼの東約21km、レッコの西南西約25km、ルガーノの南南東約26km、州都ミラノの北約38kmに位置する。コムーネ北西部はスイスとの国境になっており、コモ市街の北西約5kmにはキアッソの街がある。

#### 隣接コムーネ
隣接するコムーネは以下の通り。CHはスイス領で、CH-TIはティチーノ州を示す。
- ブレーヴィオ
- ブルナーテ
- カピアーゴ・インティミアーノ
- カズナーテ・コン・ベルナーテ
- チェルノッビオ
- キアッソ (CH-TI)
- グランダーテ
- リポーモ
- マズリアーニコ
- モンターノ・ルチーノ
- サン・フェルモ・デッラ・バッターリア
- センナ・コマスコ
- タヴェルネーリオ
- トルノ
- ヴァカッロ（イタリア語版） (CH-TI)

### 地震分類
イタリアの地震リスク階級 (it) では、4 に分類される
。
- コモのドゥオーモ。1770年完成[11]
- 湖上からのコモ
- 湖岸と山上を結ぶフニクラ

### 行政区

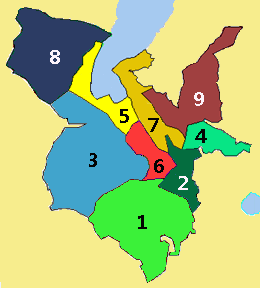
コモ市の行政区

コモには以下の行政区 (Circoscrizioni) が置かれている。強調はかつてコムーネであった地区。
1. Albate - Muggiò - Acquanera
2. Lora
3. Camerlata - Breccia - Rebbio - Prestino
4. Camnago Volta
5. Como Centro - Como Ovest
6. Como Borghi
7. Como Nord - Como Est
8. Monte Olimpino - Ponte Chiasso - Sagnino - Tavernola
9. Civiglio - Garzola

## 姉妹都市・提携都市
- フルダ（ドイツ、ヘッセン州）- 1960年
- 十日町市（日本、新潟県）[12]
  - 1975年2月27日 姉妹都市提携

人口規模や風土に共通点があり、ともに織物業（コモ織と十日町織物）が盛んなところから。
- ナーブルス（パレスチナ、ヨルダン川西岸地区）- 1998年
- ネタニヤ（イスラエル、ハメルカズ地区）- 2004年

## 人物

### 著名な出身者
- 大プリニウス（古代ローマの軍人・政治家・博物学者）
- 小プリニウス（古代ローマの文人・政治家。大プリニウスの甥）
- インノケンティウス11世（第240代ローマ教皇）
- アレッサンドロ・ボルタ（自然哲学・物理学者）
- アントニオ・サンテリア（建築家）
- マッシモ・ヴィターリ （写真家）
- ガブリエーレ・オリアーリ （サッカー選手）
- ジャンルカ・ザンブロッタ （サッカー選手）
- ファビオ・カサルテッリ （自転車ロードレース選手）
- マッシモ・ムタレッリ （サッカー選手）
- アンナ・カッペリーニ （フィギュアスケート選手）
- ルカ・ベルカストロ （作曲家・作家）

## スポーツ
プロサッカークラブのコモ1907が本拠を置く。ホームスタジアムはスタディオ・ジュゼッペ・シニガーリャ。